# Kerala decipiens
Kerala decipiens är en fjärilsart som beskrevs av Butler 1879. Kerala decipiens ingår i släktet Kerala och familjen trågspinnare. Inga underarter finns listade i Catalogue of Life.